# Новая жизнь Рокко
Новая жизнь Рокко (англ. Rocko’s Modern Life) — номинировавшийся на «Эмми» американский мультсериал, созданный Джо Мюрреем и выходивший с 1993 года. В 1996 году шоу было закрыто. Шоу основано на сюрреалистичных, пародийных приключениях 20-летнего антропоморфного кенгуру-валлаби по имени Рокко и его жизни в городе О-Таун (англ. O-Town). Сам Рокко родом из Австралии, а шоу показывает его изучение Америки и жизнь его друзей: прожорливого бычка Хеффера, черепахи-невротика Филберта и соседей-жаб Задирайнесов. В шоу присутствует взрослый юмор, в том числе двусмысленность, намеки и социальная сатира.
Изначально Джо Мюррей создал главного героя для неопубликованной серии комиксов в конце 1980-х. Позже его принял канал Nickelodeon, который на то время искал более «острых» карикатуристов для их нового блока Nicktoons. Канал дал сотрудникам шоу большую творческую свободу, сценаристы были ориентированы как на детскую аудиторию, так и на взрослую. Первый эпизод Trash-O-Madness был выпущен в 1992 году. Анимационный стиль шоу включает в себя искривленную архитектуру. Кроме того, Мюррей нанял большое количество актёров-новичков для озвучивания, таких как Томас Кенни и Чарльз Адлер, которые стали очень популярны в наши дни. Шоу является четвёртой премьерой Nicktoons.
Созданное Games Productions и Joe Murray Productions шоу впервые было показано 18 сентября 1993 года и закончилось 24 ноября 1996 года. После завершения шоу большая часть сотрудников перегруппировалась для работы над мультсериалом Губка Боб Квадратные Штаны, созданным продюсером и режиссёром Стивеном Хилленбергом, а так же, часть сотрудников в будущем так же работала над мультсериалом Финес и Ферб, созданным режиссёрами Дэном Повенмайром и Джеффом «Свомпи» Маршем. Сериал «Новая жизнь Рокко» в целом получил позитивные отзывы критиков, отмечавших его утончённый юмор.
Продюсером, сценаристом, креативным директором и режиссёром по раскадровкам сериала был Стивен Хилленберг, в будущем — создатель персонажа Губка Боб Квадратные Штаны. Этот мультсериал дал старт карьере известного ныне комика Карлоса Алазраки, который озвучил здесь главных героев: валлаби Рокко и его пса Спанки. Один из ведущих сценаристов шоу, Джордж Маэстри, был номинирован за написание сценариев к «Rocko’s Modern Life» на CableACE Award. На канале Cartoon Network Джо Мюррей выпустил мультсериал «Лагерь Лазло», созданный в 2005 году, ситком, очень похожий на «Рокко».

## Серии

### Сезон 1
1992 — 1993 год, эпизодов: 13
| № серии | Английское название                                  | Русское название                                                      | Дата выхода                      | Код |
| ------- | ---------------------------------------------------- | --------------------------------------------------------------------- | -------------------------------- | --- |
| 1       | No Pain, No Gain / Who Gives a Buck?                 | Без труда не выловишь и рыбку из пруда / В погоне за длинным долларом | 18 сентября 1993                 | 101 |
| 2       | Leap Frogs / Bedfellows                              | Лягушка-попрыгушка / Друзья-приятели                                  | 19 сентября 1993                 | 102 |
| 3       | Jet Scream / Dirty Dog                               | Реактивный вопль / Грязная собака                                     | 26 сентября 1993                 | 103 |
| 4       | Keeping Up with the Bigheads / Skid Marks            | Не хуже других / Берегись автомобиля                                  | 3 октября 1993                   | 104 |
| 5       | Power Trip / To Heck and Back                        | Большая ошибка / Билет на тот свет                                    | 10 октября 1993                  | 105 |
| 6       | The Good, The Bad, and The Wallaby / Trash-O-Madness | Хороший, плохой, злой / Мусорное безумие                              | 17 октября 1993/ 29 октября 1992 | 106 |
| 7       | Spitballs / Popcorn Pandemonium                      | Счастливый мяч / Кино, попкорн и кока-кола                            | 24 октября 1993                  | 107 |
| 8       | A Sucker for the Suck-O-Matic / Canned               | Чудо-пылесос / Камера, мотор, начали!                                 | 31 октября 1993                  | 108 |
| 9       | Carnival Knowledge / Sand in Your Navel              | Приключения в луна-парке / Море, песок, бикини                        | 7 ноября 1993                    | 109 |
| 10      | Cabin Fever / Rinse and Spit                         | Избушечная лихорадка / А теперь сплюньте                              | 14 ноября 1993                   | 110 |
| 11      | Rocko’s Happy Sack / Flu-In-U-Enza                   | Удачная покупка / Инфлюэнца                                           | 21 ноября 1993                   | 111 |
| 12      | Who’s for Dinner? / Love Spanked                     | Кто на новенького? / Несчастная любовь                                | 28 ноября 1993                   | 112 |
| 13      | Clean Lovin' / Unbalanced Load                       | Чистая любовь / Сумасшедшая стирка                                    | 5 декабря 1993                   | 113 |

### Сезон 2
1994 — 1995 год, эпизодов: 13
| № серии | Английское название                | Русское название                         | Дата выхода      | Код |
| ------- | ---------------------------------- | ---------------------------------------- | ---------------- | --- |
| 14      | I Have No Son!                     | У меня нет сына!                         | 25 сентября 1994 | 201 |
| 15      | Pipe Dreams / Tickled Pinky        | Трубный голос / Больной друг             | 2 октября 1994   | 202 |
| 16      | The Lounge Singer / She’s the Toad | Эстрадный певец / Жаба с большой буквы м | 9 октября 1994   | 203 |
| 17      | Down the Hatch / Road Rash         | Пей до дна / Сказка странствий           | 23 октября 1994  | 204 |
| 18      | Boob Tubed / Commuted Sentence     | Жертва телевидения / Смягчённый приговор | 6 ноября 1994    | 205 |
| 19      | Rocko’s Modern Christmas           | Новое Рождество Рокко                    | 1 декабря 1994   | 206 |
| 20      | Hut Sut Raw / Kiss Me, I’m Foreign | Ту-ри-сты / Поцелуйте меня, я иностранец | 4 декабря 1994   | 207 |
| 21      | Cruisin'                           | Морская прогулка                         | 1 января 1995    | 208 |
| 22      | Born to Spawn / Uniform Behavior   | Сила природы / Солдафон                  | 22 января 1995   | 209 |
| 23      | Hair Licked / Gutter Balls         | Стильная причёска / Безнадёжный бросок   | 29 января 1995   | 210 |
| 24      | Junk Junkies / Day of the Flecko   | Всё на продажу / День Флеко              | 12 февраля 1995  | 211 |
| 25      | Snowballs / Frog’s Best Friend     | Снежный ком / Лучший друг лягушки        | 26 февраля 1995  | 212 |
| 26      | Short Story / Eyes Capades         | Короткая история / Глазная история       | 12 марта 1995    | 213 |

### Сезон 3
1995 — 1996 год, эпизодов: 13
| № серии | Английское название                       | Русское название                              | Дата выхода     | Код |
| ------- | ----------------------------------------- | --------------------------------------------- | --------------- | --- |
| 27      | Bye-Bye Birdie / Belch of Destiny         | Прощай, птичка / Судьбоносная отрыжка         | 22 октября 1995 | 301 |
| 28      | The Emperor’s New Joe / Schnit-heads      | Кафе хамелеон / Колбасный бог                 | 29 октября 1995 | 302 |
| 29      | Sugar Frosted Frights / Ed is Dead        | Сахарный кошмар / Эд покойник                 | 31 октября 1995 | 303 |
| 30      | Fish-N-Chumps / Camera Shy                | Рыбак рыбака / Застенчивая камера             | 12 ноября 1995  | 304 |
| 31      | Nothing to Sneeze At / Old Fogey Froggy   | Не чихай / Бедный старый Эд                   | 19 ноября 1995  | 305 |
| 32      | Manic Mechanic / Rocko’s Happy Vermin     | Механик-маньяк / Рокко — защитник букашек     | 3 декабря 1995  | 306 |
| 33      | I See London, I See France / The Fatlands | Я видел Лондон, я видел Францию / Новы земли  | 10 декабря 1995 | 307 |
| 34      | Fortune Cookie / Dear John                | Печенье с предсказанием / Дорогая ванная      | 17 декабря 1995 | 308 |
| 35      | Speaking Terms / Tooth and Nail           | Разговор по душам / Клык и коготь             | 24 декабря 1995 | 309 |
| 36      | Wacky Delly                               | Деликатесы                                    | 21 января 1996  | 310 |
| 37      | The Big Question / The Big Answer         | Большой вопрос / Большой ответ                | 28 января 1996  | 311 |
| 38      | An Elk for Heffer / Scrubbin' Down Under  | Уже не мальчик / Мыло, щётка и зубной порошок | 11 февраля 1996 | 312 |
| 39      | Zanzibar / Fatal Contraption              | Занзибар / Роковая покупка                    | 21 апреля 1996  | 313 |

### Сезон 4
1996 год, эпизодов: 13
| № серии | Английское название                           | Русское название                           | Дата выхода     | Код |
| ------- | --------------------------------------------- | ------------------------------------------ | --------------- | --- |
| 40      | With Friends Like These / Sailing the 7 Zzz’s | Лучшие друзья / По морям, по волнам        | 8 июля 1996     | 401 |
| 41      | Pranksters / From Here to Maternity           | Шутники / Материнство                      | 9 июля 1996     | 402 |
| 42      | Ed Good, Rocko Bad / Teed Off                 | Эд хороший, Рокко плохой / Игра в гольф    | 10 июля 1996    | 403 |
| 43      | Wimp on the Barby / Yarn Benders              | Шашлык из кенгуру / Сказочники             | 11 июля 1996    | 404 |
| 44      | Mama’s Boy / Feisty Geist                     | Маменькин сынок / Полтергейст              | 12 июля 1996    | 405 |
| 45      | S.W.A.K. / Magic Meatball                     | Любовное письмо / Волшебный шар            | 15 июля 1996    | 406 |
| 46      | Closet Clown / Seat to Stardom                | Быть клоуном / Звёздный час Рокко          | 16 июля 1996    | 407 |
| 47      | The High Five of Doom / Fly Burgers           | Смертоносная пятерня / Муха и бургеры      | 17 июля 1996    | 408 |
| 48      | Heff in a Handbasket / Floundering Fathers    | Хеф в преисподней / Отцы основатели        | 18 июля 1996    | 409 |
| 49      | Dumbells / Rug Birds                          | Кто там / Охота за париками                | 19 июля 1996    | 410 |
| 50      | Hypno-Puppy Luv / Driving Mrs. Wolfe          | Милый пёсик / Миссис Вульф-крутой водитель | 8 октября 1996  | 410 |
| 51      | Put to Pasture / Future Schlock               | Тяжёлый случай / Воспоминания о будущем    | 10 октября 1996 | 412 |
| 52      | Turkey Time / Wallaby on Wheels               | День благодарения / Кенгуру на роликах     | 24 ноября 1996  | 413 |

## Rocko’s Modern Life: Static Cling
В сентябре 2017 года Nickelodeon объявил о перезапуске старых проектов, среди которых была «Новая жизнь Рокко».
11 августа 2016 Nickelodeon дал зелёный свет на одночасовой мультфильм, исполнительным продюсером был объявлен Джо Мюррей.
20 июля 2017 был показан первый тизер-трейлер на Сан-Диего «Comic-Con», а в 2017 годы было объявлено название фильма — «Modern Life: Static Cling» (рус. Новая жизнь: Залипание). Весь оригинальный актёрский состав остался прежним, кроме того, прибавилось два новых актёра, Космо Сегурсн и Стив Литтл.
«Рокко искренне думает, что его ностальгия по прошлому может спасти его от пыток современного мира», — говорится в пресс-релизе канала Nickelodeon. Исполнительный продюсер Джо Мюррей, выступая на «Comic-Con», рассказал, что есть вероятность того, что выйдет больше эпизодов мультсериала.
«Rocko's Modern Life: Static Cling» выпущен в цифровом формате на Netflix 9 августа 2019 года.